# Hrádek (Rokycany)
Hrádek (in tedesco Hradek) è una città della Repubblica Ceca facente parte del distretto di Rokycany, nella regione di Plzeň.